# 寛 スペシャル・ボックス
『寛 スペシャル・ボックス』（ひろ スペシャル・ボックス）は、日本の女性歌手hiroの初のボックス作品。

## 解説
- 2006年2月1日にSONIC GROOVEよりリリースされた。
- 『寛 シングル・コレクション』（ベストアルバム）、『寛 リミックス・コレクション』（リミックスアルバム）、『寛 クリップ・コレクション』（ビデオクリップ集/DVD）の3枚組である。『寛 シングル・コレクション』同様、CDはコンパクトディスク・デジタルオーディオ (CD-DA) 仕様に回帰した。
- 『寛 リミックス・コレクション』はこのボックスセットでしか入手できない。
- 1万セット限定生産のため、新品を入手することはほぼ不可能である。

## 収録曲

### DISC2 「寛 リミックス・コレクション」
カップリングやアナログ盤で発表されたリミックスを中心に収録。
1. Baby don't cry -extended version-
作詞:島袋寛子 / 作曲:Lori Fine / リミックス:COLDFEET
アナログ「Baby don't cry」に収録
2. sunlight -extended version-
作詞:島袋寛子 / 作曲:Lori Fine / リミックス:COLDFEET
アナログ「Baby don't cry」に収録
3. 愛が泣いてる -Nitelist Remix-
作詞:double S（Satomi、篠崎隆一） / 作曲:松本良喜 / リミックス:Malawi Rocks
4. clover -Gira mundo primeiro remix-
作詞:西田恵美 / 作曲:関山弘之 / リミックス:奥原貢
5. NAMIDA -SWAG's Remix-
作詞:島袋寛子 / 作曲:BOUNCEBACK / 編曲:Chris Duckenfield, Richard Brown
6. ME AND YOU (Riding Waves) -Version2-
作詞・作曲:Lori Fine / 編曲:COLDFEET
7. LOVE IS SHOUTING OUT
作詞:Lori Fine / 作曲:松本良喜 / 編曲:COLDFEET
シングル「愛が泣いてる」に収録
8. Confession -M-Control Mix-
作詞・作曲:葉山拓亮 / リミックス:Ta
シングル「Confession」に収録
9. Baby don't cry -world's end girlfriend remix-
作詞:島袋寛子 / 作曲:Lori Fine / リミックス:world's end girlfriend
シングル「Baby don't cry」、アナログ盤「Baby don't cry」に収録
10. 見つめていたい -DJ Hasebe remix PART2-
作詞・作曲:伊秩弘将 / リミックス:DJ HASEBE
アルバム「Naked and True」とは別のバージョンである。

## 作品情報
- AVCD-16082～3/B 定価￥7,500